# Japanse haas
De Japanse haas (Lepus brachyurus)  is een zoogdier uit de familie van de hazen en konijnen (Leporidae). De wetenschappelijke naam van de soort werd voor het eerst geldig gepubliceerd door Temminck in 1845.

## Voorkomen
De soort komt voor in Japan.